# Giovanni Di Lorenzo
Giovanni Di Lorenzo, född 4 augusti 1993 i Castelnuovo di Garfagnana är en italiensk fotbollsspelare som spelar för Napoli. Han representerar även det italienska landslaget.